# 진저 앤 로사
《진저 앤 로사》(Ginger & Rosa)는 2012년 공개된 영화이다.

## 출연

### 주연
- 엘르 패닝
- 앨리스 잉글러트

### 조연
- 아네트 베닝
- 크리스티나 헨드릭스
- 조디 메이
- 알렉산드로 니볼라
- 올리버 밀번
- 앤드류 하우리
- 티모시 스폴
- 올리버 플랫
- 리처드 스트랭즈

## 기타
- 공동제작: 조나스 알렌
- 공동제작: 르니 보세거
- 공동제작: 피터 보스
- 공동제작: 마이클 웨버
- 라인프로듀서: 마샬 리비튼
- 사운드슈퍼바이저: 에디 시몬센
- 미술: 칼로스 콘티
- 세트: 리즈 그리피스
- 특수효과: 그레이엄 포비
- 시각효과: 마틴 마드센
- 분장-헤어: 요시하라 와카나
- 헤어: 프란체스코 알베리코
- 배역: 아이린 램
- 배역: 헤이디 르빗